# Passerina cyanea
Passerina cyanea (Linnaeus, 1766), in italiano zigolo indaco, è un piccolo uccello della famiglia Cardinalidae. Diffuso dal Canada al Venezuela, è un uccello migratore riconoscibile per il colore blu del suo piumaggio, da cui il nome.

## Descrizione

### Aspetto
Il dimorfismo sessuale è marcato: la femmina è marrone, il maschio è blu-turchese con le ali e la coda bruni. Zampe e becco in entrambi i sessi sono quasi neri.

## Biologia

### Riproduzione
La femmina depone tra le 2 e le 5 uova di colore bianco-verdastre che cova per 14 giorni. Dopo tre settimane i novelli lasciano il nido, ma restano sotto le cure dei genitori per altri 10 giorni.

## Distribuzione e habitat
Vive nelle regioni orientali degli Stati Uniti, in Messico e in tutta l'America centrale. Riprodotto e allevato in cattività è un animale molto resistente al freddo e può svernare all'aperto. Sono in grado di fare il bagno anche a −2 °C e rimangono in piena efficienza fino a temperature inferiori a −10 °C.